# Edyta Faleńczyk
Edyta Faleńczyk (ur. 22 września 1993) – polska koszykarka występująca na pozycji silnej skrzydłowej, obecnie zawodniczka litewskiej drużyny WBC Neptunas.
Uczestniczka mistrzostw Polski juniorek starszych w latach 2012, 2013 i 2015. Złota medalistka Mistrzostw Polski juniorek u-18 oraz zawodniczka kadry Polski rocznika do lat 18.
Z wykształcenia psycholożka oraz praktyczny psycholog sportowy współpracujący z Zawiszą Bydgoszcz.

## Osiągnięcia

### Drużynowe
Seniorskie
- Wicemistrzyni Polski (2015, 2016)
- Srebrna medalistka mistrzostw Litwy (2023)
- Brązowa medalistka mistrzostw Polski (2014, 2020 oraz 2021)[3]
- Finalistka Superpucharu Polski (2015/2016, 2020)[4]